# Bahtijari
Bahtijari (ili Bahtijarci) su lursko pleme koje živi u Iranu. Govore bahtijarskim narečjem lurskog jezika.
Tokom 1970-ih godina trećina od 600.000 Bahtijara živela je nomadskim načinom života, migrirajući između letnjih staništa (pers. ییلاق; jajlak) i zimskih staništa (pers. قشلاق; kišlak). Procene o njihovom ukupnom broju stanovnika variraju, npr. „Ethnologue” navodi da je 2001. godine bilo približno 1,000.000 etničkih Bahtijara.
Bahtijari uglavnom žive u Lorestanu, istočnom Huzestanu, Čahar-Mahalu i Baktijariju, te Isfahanskoj pokrajini. U iranskoj mitologiji Bahtijari se smatraju naslednicima Fereduna, legendarnog junaka iz iranskog nacionalnog epa „Šahname”.
Brojni značajni iranski političari i dužnosnici su bahtijarskog porekla.

## Poznati Bahtijari
- Sardar Asad, bahtijarski čelnik Haft-Langa i borac za ustavno uređenje
- Soraja Isfandiari, kraljica Irana (1951. - 1958)
- Pezhman Bahtijari, pesnik (1900. - 1974)
- Mohamed Mosadik, premijer (1951. - 1953) (pripadao je i Kadžarima)
- Šahpur Bahtijar, političar i premijer Irana (1979)
- Bahram Moširi, istoričar i naučnik
- Oman Samani, pesnik
- Tejmur Bahtijar, iranski general i načelnik SAVAK-a

## Literatura
- Saʻīdī Sīrjānī, ʻAlī Akbar; Digard, Jean-Pierre; Navāʾī, ʻAbd al-Ḥusayn (1988). Baḵtīārī (1) Encyclopædia Iranica. New York: Columbia University. (језик: енглески)
- Digard, Jean-Pierre; Windfuhr, Gernot Ludwig; Ittig, Annette (1988). Baḵtīārī tribe Encyclopædia Iranica. New York: Columbia University. (језик: енглески)